# Федерико Бернардески
Федерико Бернардески (на италиански: Federico Bernardeschi; роден на 16 февруари 1994 г. в Карара) е италиански футболист, играе като крило или нападател и се състезава за италианския Болоня.

## Клубна кариера
Бернардески прекарва сезон 2013/14 в отбора от Серия Б Кротоне, под наем от Фиорентина. Професионалния си дебют прави на 8 септември 2013 година, заменяйки в 75-ата минута Софиан Бидауи в мач срещу Пескара. Бернардески отбелязва 12 гола в 39 мача за Кротоне.
През сезон 2014/15 е в първия състав на Фиорентина, но записва само десет мача и три гола във всички турнири, заради контузия на крака, получена през декември 2014 година, която го вади извън игра за шест месеца. Дебюта си в Серия А прави на 14 септември 2014 година, влизайки на терена в 57-ата при домакинското равенство 0 – 0 срещу Дженоа.
Четири дни по-късно дебютира и в турнира Лига Европа в мач срещу френския Гингам. Бернардески отбелязва гол, а отбора му печели с 3 – 0 като домакин.
След завръщането си от контузия Бернардески вкарва първия си гол в Серия А в последния мач за сезона, на 31 май 2015 година, а отбора му печели с 3 – 0 като домакин на Киево.
На 2 август 2015 година Федерико отбелязва два гола в първите 11 минути на контролата срещу испанския гранд Барселона. На старта на сезон 2015/16 Бернардески получава фланелката с номер 10 в състава на Фиорентина, носена преди това от играчи като Джанкарло Антоньони и Роберто Баджо. На 26 ноември 2015 година отбелязва двата гола за равенството 2 – 2 като гост на Базел в турнира Лига Европа. На 6 февруари 2016 година вкарва втория си гол в Серия А при равенството 1 – 1 като гост на Болоня.

### Ювентус
На 24 юли 2017 подписва с Ювентус. Трансферната сума е 40 млн. евро.

## Национален отбор
На 5 март 2014 година е повикан в националния отбор до 21 години в квалификация за Европейското първенство до 21 години през 2015 година срещу връстниците си от Северна Ирландия.
Част е от състава на Италия до 21 години с мениджър Луиджи Ди Биаджо, който взима участие на Европейското първенство до 21 години през 2015 година, провело се в Чехия.
През март 2016 година Бернардески получава повиквателна от Антонио Конте за националния отбор на Италия за приятелските мачове с Испания и Германия. На 24 март 2016 година прави своя дебют за Италия, появявайки се като резерва при домакинското равенство 1 – 1 срещу Испания, като взима и участие в гола на Лоренцо Инсинье.

## Успехи

### Ювентус
- Серия А – 2018, 2019, 2020
- Купа на Италия – 2018, 2021
- Суперкупа на Италия – 2018, 2020